# 입주쟁탈전 : 펜트하우스
《입주쟁탈전 : 펜트하우스》은 2022년 7월 12일부터 2022년 10월 4일까지 채널A에서 방송된 텔레비전 예능 프로그램이다.

## 순위
- 1위 : 장명진
- 2위 : 지반
- 3위 : 임현서
- 4위 : 이시윤
- 5위 : 서출구
- 5위 : 이미소(이루안)
- 7위 : 최미나수
- 8위 : 낸시 랭
- 9위 : 김보성
- 10위 : 조선기